# پی‌اس‌بی‌سی
پی‌اس‌بی‌سی (انگلیسی: Postal Savings Bank of China) شرکت خدمات مالی و بانکداری چینی است، که در سال ۲۰۰۷ تأسیس شد.